# Elecciones presidenciales de Islandia de 1988
Las elecciones presidenciales de Islandia de 1988 se celebraron el 25 de junio y fueron las primeras elecciones tras una década. Vigdís Finnbogadóttir obtuvo su segunda reelección (la anterior había sido sin oposición) para un tercer mandato con un aplastante 94.6% de los votos, derrotando a la candidata Sigrún Thorsteinsdottir, del Partido Humanista. Fue la primera vez que un Presidente de Islandia en ejercicio se presentaba a la reelección y era desafiado por otro candidato.

## Resultados
| Candidato                          | Votos   | %    |
| ---------------------------------- | ------- | ---- |
| Vigdís Finnbogadóttir              | 117.292 | 94.6 |
| Sigrún Þorsteinsdóttir             | 6.712   | 5.4  |
| Votos en blanco/anulados           | 2.531   | –    |
| Total                              | 126.535 | 100  |
| Votantes registrados/participación | 173.829 | 72.8 |
| Fuente: Nohlen & Stöver            |         |      |